# Jerry Polemica
(Jerry Polemica; Le inchieste di Jerry Polemica)
Jerry Polemica è un personaggio immaginario inventato e interpretato da Marcello Macchia. È il protagonista di diversi falsi documentari e inchieste che parodiano lo stile del documentarista statunitense Michael Moore.

## Aspetto
Appare assai trasandato e veste con un cappello da baseball rosso, un paio di occhiali, una giacca in pelle color marrone, una camicia a scacchi e una maglia gialla. Ha una barba corta.

## Format
In ogni servizio Jerry affronta una tematica diversa, con fare polemico, intervistando atipici soggetti con lo scopo di dare uno spaccato della società contemporanea. Nonostante il suo fare schierato e di parte ogni inchiesta si conclude mettendo in luce l'ipocrisia di Jerry o un evento infelice che gli è accaduto relativo della tematica trattata.